# Symphurus oligomerus
Symphurus oligomerus е вид лъчеперка от семейство Cynoglossidae. Видът не е застрашен от изчезване.

## Разпространение и местообитание
Разпространен е в Гватемала, Еквадор, Колумбия, Коста Рика, Мексико, Никарагуа, Панама, Перу, Салвадор и Хондурас.
Среща се на дълбочина от 76,5 до 300 m, при температура на водата от 13 до 15,5 °C и соленост 34,9 – 35 ‰.

## Описание
На дължина достигат до 14,6 cm.